# Rue de la Paix (Laval)
Pour les articles homonymes, voir Rue de la Paix.
La rue de la Paix est une voie du centre-ville de la commune française de Laval.

## Situation et accès
Elle prolonge la rue de Paris à partir de la place Jean-Moulin, s’achevant par les quais de la Mayenne et le pont Aristide-Briand. 

## Origine du nom
Elle porte ce nom en mémoire de la signature du traité de paix de 1814.

## Historique

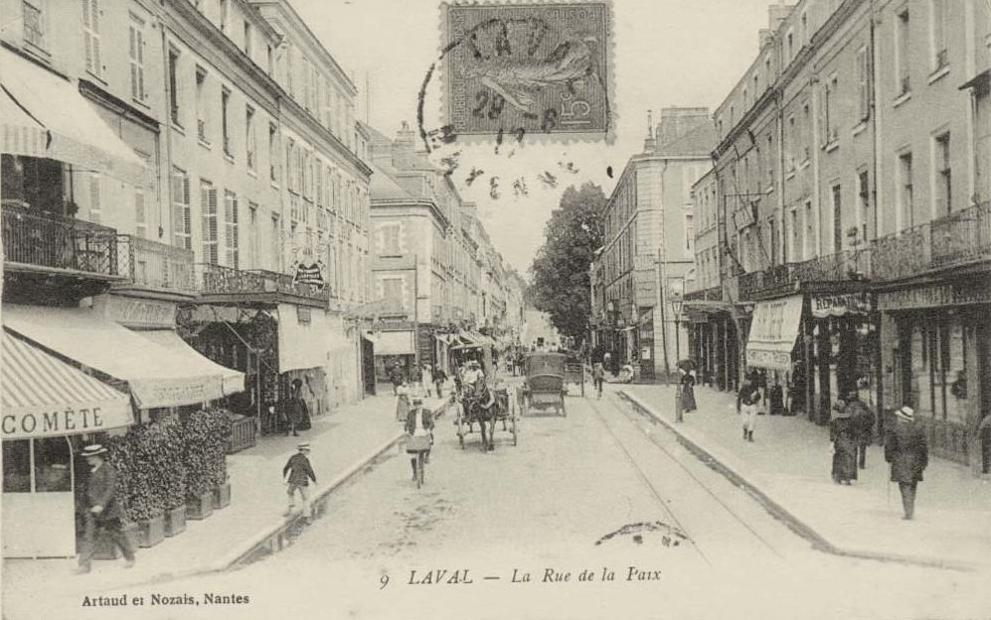
La rue de la Paix vers 1917.

La rue de la Paix fait partie de la « grande traverse », un axe long de plus de 1 500 mètres qui traverse le centre de Laval d'est en ouest. Cet axe est proposé en 1758 pour créer un évitement au nord de la ville médiévale et ainsi faciliter à la fois le franchissement de la Mayenne, grâce à un nouveau pont, et la traversée de la ville, située sur la route entre Paris et la Bretagne. Les rues projetées traversent des terrains de blanchisseurs, et leur opposition entraîne l'abandon du projet. Celui-ci est repris en 1804 et le nouveau pont est achevé en 1824. La rue de la Paix, qui correspond à environ un quart de la « grande traverse », accueille le Théâtre de Laval en 1830, puis est lotie d'immeubles privés. L'ensemble de la rue, de style néoclassique, constraste alors avec le reste de la ville, qui a en grande partie gardé son apparence médiévale.
Elle porte d'abord le nom de « rue Napoléon », en hommage à l'empereur qui a appuyé sa construction, la « grande traverse » permettant une meilleure desserte de l'arsenal de Brest. Elle reçoit son nom actuel après la fin des guerres napoléoniennes et la Restauration, puis redevient brièvement « rue Napoléon » sous le Second Empire.
La rue de la Paix est en partie détruite par des bombardements alliés en juin 1944 puis reconstruite après la Libération.

## Bâtiments remarquables et lieux de mémoire
- Le Théâtre de Laval, au numéro 34.
- Plusieurs immeubles en tuffeau datent du lotissement de la rue vers 1830, notamment au numéro 59, et l'ancien hôtel particulier du numéro 32 bis, construit par Pierre-Aimé Renous, qui est le même architecte que le théâtre[3].